# Droga wojewódzka nr 810
Droga wojewódzka nr 810 (DW810) – droga wojewódzka w centralnej Polsce w województwie mazowieckim przebiegająca przez teren powiatu garwolińskiego, w całości położona na terenie Gminy Garwolin. Droga ma długość 1,0 km. Łączy Wolę Rębkowską z Garwolinem.

## Przebieg drogi
Droga rozpoczyna się na skrzyżowaniu przy stacji kolejowej Garwolin w miejscowości Wola Rębkowska. Następnie kieruje się w stronę południową i po 1,0 km dociera do prowadzącej w kierunku centrum Garwolina drogi krajowej nr 76.

## Miejscowości leżące przy trasie DW810
- Wola Rębkowska
- Garwolin